# Mr. 3000
Mr. 3000 è un film statunitense del 2004 diretto da Charles Stone III.

## Trama
Stan Ross è un giocatore della squadra di baseball dei Milwaukee Brewers. Dopo aver segnato la sua tremillesima battuta valida, l'egocentrico e narcisista Ross si ritira immediatamente dall'attività agonistica, abbandonando la squadra nel bel mezzo della corsa ai play-off, manifestando disprezzo verso i suoi compagni di squadra. Nei nove anni seguenti Ross intraprende diverse attività, sfruttando il marchio "Mr. 3000", che lo rendono sempre più ricco.
Nel 2004 la dirigenza dei Brewers decide di ritirare numero di maglia di Ross. Alla partita che ospita la cerimonia interviene un foltissimo pubblico, ma quasi tutti i suoi ex compagni di squadra preferiscono disertarla. Solo il suo migliore amico Anthony "Boca" Carter e un lanciatore di rincalzo di nome Bill "Bisonte" Borelli prendono parte alla cerimonia, e l'ex-lanciatore, invitato a parlare in pubblico, non manca di criticare Ross per il suo atteggiamento arrogante.
Poco dopo Ross viene a sapere che, a causa di un errore materiale, il numero di battute valide da lui ufficialmente eseguite è 2.997, invece di 3.000. Anche per questo motivo Ross non viene eletto nella Hall of Fame del baseball, come invece lui si aspettava; altra grave conseguenza per i suoi affari è che il suo marchio "Mr. 3000" ora non è più credibile. Perciò Ross decide di tornare al gioco, all'età di 47 anni, alla ricerca delle tre "valide" mancanti per garantirsi un posto nel libro dei record e ridare legittimazione al suo marchio commerciale.
Il presidente dei Brewers, ricordando la grande partecipazione del pubblico alla cerimonia del ritiro della maglia di Ross, acconsente al reinserimento in squadra del giocatore in occasione della campagna acquisti di settembre. I giocatori più giovani del team conoscono la fama di Ross come giocatore egocentrico, e la nuova stella della squadra, Rex "T-Rex" Pennebaker, che è pomposo e arrogante come Ross, lo considera non necessario oltre che troppo vecchio per giocare. Il manager Gus Panas si rifiuta di parlare con Ross, serbandogli rancore per il suo brusco ritiro di nove anni prima, e i giornalisti sportivi continuamente lo criticano.
A dispetto del suo ottimismo Ross fatica a ritrovare la sua forma nel baseball: va a vuoto nei suoi primi 27 turni di battuta ed è sempre meno considerato dai compagni e dai giornalisti. Ross, tuttavia, non si dà per vinto e nelle partite successive realizza due battute valide, portando il totale a 2.999.
Ross diventa un mentore per i giocatori più giovani e convince Pennebaker che una stella del baseball riesce a imparare dai propri errori e sa essere un giocatore di squadra: solo in questo modo non finirà come lui, tutto solo. Tutto questo fa sì che i Brewers si producano in un finale di stagione in rimonta. Ross inoltre riprende una relazione sentimentale con la giornalista Maureen Simmons, promettendole di essere cambiato.
Nell'ultima partita della stagione, Ross decide di rinunciare alla sua ultima possibilità di ottenere una battuta valida scegliendo invece di fare un bunt di sacrificio grazie al quale la squadra vince l'incontro e finisce terza nella sua divisione. Ritiratosi definitivamente, anche senza aver raggiunto il traguardo delle 3000 valide, la sua generosità e il nuovo atteggiamento dimostrato gli ottengono l'immediato inserimento nella Hall of Fame. Rinomina inoltre il marchio della sua attività commerciale "Mr. 2.999".